# Abris Plan de Frea
Die Abris Plan de Frea liegen etwa 1930 m hoch zwischen dem Ortsteil Plan (Gemeinde Wolkenstein in Gröden) und dem Grödner Joch in Südtirol (Italien).
Ein großer, vom Sellastock gestürzter Felsblock („Sas dl Moro“ genannt) weist Ost-West orientierte, überhängende Felsdächer auf. 1978 bis 1980 und 1994 erfolgten statifizierte Grabungen. Sie erbrachten mesolithische Siedlungshorizonte, Abfallgruben, Reste eines partiell eingetieften Hüttenbodens und etwa 250 bearbeitete Mikrolithen. Unter Einbeziehung des Felsdaches stand hier eine etwa 6,0 × 3,0 m große einfache Hütte, deren Frontseite durch schräg am Felsdach angelehnte Stangen gebildet wurde, die am Boden durch große Steinplatten fixiert waren.
Die Jagdstation datiert von etwa 7000 v. Chr. und zählt zu den ältesten im Alpenraum. In den höheren Lagen fanden sich zwei Feuerstellen und Keramik der späten Bronzezeit.
Auch die hochmittelalterliche Nutzung des oberen Grödnertals als Almweide ist urkundlich bezeugt. In einer Traditionsnotiz des Hochstifts Freising aus dem letzten Viertel des 11. Jahrhunderts verhandelt ein gewisser Grimold mit Gesandten der Freisinger Bischofskirche über Grödner Besitz- und Nutzungsrechte an Almen, darunter zu „Planum“, den Almwiesen auf Plan de Frea.